# Ophiactis loricata
Ophiactis loricata is een slangster uit de familie Ophiactidae.
De wetenschappelijke naam van de soort werd in 1869 gepubliceerd door Theodore Lyman.